# عبدالاله باغی
عبدالاله باغی (عربی: عبد الإله باغي؛ زادهٔ ۱۷ فوریهٔ ۱۹۷۸) بازیکن فوتبال اهل مراکش بود.
از باشگاه‌هایی که در آن بازی کرده‌است می‌توان به باشگاه فوتبال روستوف، باشگاه فوتبال الکوکب المراکشی، باشگاه فوتبال اسپارتاک مسکو، و باشگاه ورزشی مغرب فاسی اشاره کرد.
وی همچنین در تیم ملی فوتبال مراکش بازی کرده‌است.